# Бурковский, Анатолий Трофимович
Анато́лий Трофи́мович Бурко́вский (10 марта 1916, Новоград-Волынский — 17 октября 1985, Кировоград) — участник Великой Отечественной войны, Герой Советского Союза, кавалер орденов Ленина, Красного Знамени, Трудового Красного Знамени, Отечественной войны 1-й степени.

## Биография
Родился в городе Новоград-Волынский Житомирской области в семье рабочего. Украинец. Окончил школу-семилетку, Киевский газетный техникум, в 1938 году — исторический факультет Харьковского педагогического института. Работал директором средней школы в селе Дубровка Барановского района Житомирской области.
В июне 1941 года призван в ряды Красной Армии. В боях Великой Отечественной войны с 1941 года. Воевал на Юго-Западном, Калининском и 1-м Прибалтийском фронтах. Был трижды ранен. Член КПСС с 1942 года.
В октябре и ноябре 1944 года майор А. Т. Бурковский участвовал в штурме Клайпеды, в боях за Лиепаю, в ликвидации курляндской группировки противника. 22 декабря 1944 года был тяжело ранен.
Указом Президиума Верховного Совета СССР от 24 марта 1945 года за мужество, героизм и высокое воинское мастерство, проявленные в боях при освобождении Латвии майору Анатолию Трофимовичу Бурковскому присвоено звание Героя Советского Союза с вручением ордена Ленина и медали «Золотая Звезда» (№ 7303).
С 1945 года А. Т. Бурковский — в запасе. Более двадцати лет возглавлял Облпотребсоюз Кировоградской области. В последние годы работал директором профессионально-технического училища кооперации. Жил в Кировограде. Скончался 17 октября 1985 года.
В городе Новоград-Волынский установлена мемориальная доска Герою. Почётный гражданин Новограда-Волынского.

## Награды
- Орден Ленина
- Орден Красного Знамени
- Орден Трудового Красного Знамени
- Орден Отечественной войны 1 степени
- 2 ордена «Знак Почёта»
- Медали.